# Tauala
Tauala Wanless, 1988 è un genere di ragni appartenente alla famiglia Salticidae.

## Etimologia
Il descrittore del genere, l'aracnologo Fred Wanless, afferma che il nome è dovuto ad una combinazione casuale di lettere.

## Distribuzione
Delle otto specie note di questo genere, sette sono diffuse nel Queensland, regione australiana; la T. elongata, invece, è endemica dell'isola di Taiwan.

## Tassonomia
A maggio 2010, si compone di otto specie:
- Tauala alveolatus Wanless, 1988 — Queensland
- Tauala athertonensis Gardzinska, 1996 — Queensland
- Tauala australiensis Wanless, 1988 — Queensland
- Tauala daviesae Wanless, 1988 — Queensland
- Tauala elongata Peng & Li, 2002 — Taiwan
- Tauala lepidus Wanless, 1988[3] — Queensland
- Tauala minutus Wanless, 1988 — Queensland
- Tauala splendidus Wanless, 1988 — Queensland